# Redcrest (Kalifornija)
Redcrest je naseljeno područje za statističke svrhe u američkoj saveznoj državi Kalifornija. Prema popisu stanovništva iz 2010. u njemu je živjelo 89 stanovnika.